# Sheri Moon
Sheri Moon (nata Sheri Lyn Skurkis; San Jose, 26 settembre 1970) è un'attrice cinematografica, modella, ballerina e stilista statunitense, divenuta nota dopo il matrimonio con Rob Zombie come Sheri Moon Zombie.

## Biografia
È la figlia di William "Bill" Skurkis (1947–2010) e di Carol A. Skurkis. Ha un fratello di nome Jeffrey.
È la moglie del cantante e regista Rob Zombie. Partecipa a molti videoclip musicali del marito ed inizia ad accompagnarlo nei suoi concerti, diventando ben presto una presenza fissa sul palco, nel ruolo di corista e ballerina. Appare quasi nuda sulla copertina dell'album di Rob Zombie American Made Music to Strip By, riedizione con brani riarrangiati del fortunato album d'esordio solista Hellbilly Deluxe.
Il suo esordio al cinema, in veste di attrice, avviene nel film La casa dei 1000 corpi (2003), diretto dal marito, nel quale interpreta il ruolo di Baby Firefly. L'anno successivo ottiene una piccola parte in La casa dei massacri di Tobe Hooper. La sua carriera continua al fianco del marito in La casa del diavolo (sequel di La casa dei 1000 corpi), Grindhouse (dove recita la parte della dottoressa delle SS nel fake trailer diretto sempre da Rob Zombie: Werewolf Women of the SS) e presta la sua voce al film di animazione The Haunted World of El Superbeasto.
Ideatrice della linea d'abbigliamento 'Total Skull', è parte del cast del remake del film di Carpenter: Halloween - The Beginning e nel sequel Halloween II, nel ruolo della madre di Michael Myers. È poi protagonista nei film Le streghe di Salem e 31, entrambi diretti dal marito. Nel 2019 ritorna a interpretare Baby Firefly nel film 3 from Hell.

## Filmografia

### Attrice

#### Cinema
- La casa dei 1000 corpi (House of 1000 Corpses), regia di Rob Zombie (2003)
- La casa dei massacri (Toolbox Murders), regia di Tobe Hooper (2004)
- La casa del diavolo (The Devil's Rejects), regia di Rob Zombie (2005)
- Werewolf Women of the SS, episodio di Grindhouse, regia di Rob Zombie (2007)
- Halloween - The Beginning, regia di Rob Zombie (2007)
- Halloween II, regia di Rob Zombie (2009)
- Le streghe di Salem (The Lords of Salem), regia di Rob Zombie (2012)
- 31, regia di Rob Zombie (2016)
- 3 from Hell, regia di Rob Zombie (2019)
- The Munsters, regia di Rob Zombie (2022)

#### Televisione
- Californication - serie TV, episodio 2x01 (2008)
- CSI: Miami - serie TV, episodio 8x16 (2010)

#### Video clip
- Rob Zombie: Dragula (1998)
- Rob Zombie: Superbeast (1999)
- Rob Zombie: Living Dead Girl (1999)
- Rob Zombie: Feel so Numb (2001)
- Rob Zombie: Dead City Radio and the New Gods of Supertown (2013)
- Rob Zombie: Well, Everybody's Fucking a U.F.O. (2016)

### Doppiatrice
- The Haunted World of El Superbeasto, regia di Rob Zombie (2009)

## Doppiatrici italiane
Nelle versioni in italiano delle opere in cui ha recitato, Sheri Moon è stata doppiata da:
- Rossella Acerbo in La casa del diavolo, Le streghe di Salem, 31
- Beatrice Margiotti in La casa dei 1000 corpi
- Barbara De Bortoli in Halloween - The Beginning
- Alessandra Korompay in Halloween II
- Irene Di Valmo in CSI: Miami